# Fußball-Niedersachsenliga 2006/07
Die Niedersachsenliga 2006/07 war die 58. Spielzeit der höchsten Amateurklasse im Niedersächsischen Fußballverband. Sie war eine Ebene unterhalb der viertklassigen Oberliga Nord angesiedelt und wurde in zwei Staffeln ausgetragen. Sieger wurde der TuS Heeslingen.

## Staffel Ost
Die Staffel Ost umfasste die Mannschaften aus den Bezirken Lüneburg und Braunschweig.

### Vereine
Im Vergleich zur Saison 2005/06 war keine Mannschaft aus der Oberliga Nord abgestiegen, während der VSK Osterholz-Scharmbeck aufgestiegen war. Die drei Absteiger hatten die Liga verlassen und wurden durch die vier Aufsteiger Blau-Weiß Bornreihe, TuS Güldenstern Stade, VfB Fallersleben und Eintracht Northeim ersetzt.
| Verein                | Stadt        | Landkreis         | Qualifikation                              |
| --------------------- | ------------ | ----------------- | ------------------------------------------ |
| Lüneburger SK         | Lüneburg     | Lüneburg          | 2. Platz 2005/06                           |
| MTV Gifhorn           | Gifhorn      | Gifhorn           | 3. Platz 2005/06                           |
| FT Braunschweig       | Braunschweig |                   | 4. Platz 2005/06                           |
| TuS Heeslingen        | Heeslingen   | Rotenburg (Wümme) | 5. Platz 2005/06                           |
| SV Südharz Walkenried | Walkenried   | Osterode am Harz  | 6. Platz 2005/06                           |
| VfL Maschen           | Seevetal     | Harburg           | 7. Platz 2005/06                           |
| TuS Celle FC          | Celle        | Celle             | 8. Platz 2005/06                           |
| MTV Wolfenbüttel      | Wolfenbüttel | Wolfenbüttel      | 9. Platz 2005/06                           |
| Goslarer SC 08        | Goslar       | Goslar            | 10. Platz 2005/06                          |
| Sparta Göttingen      | Göttingen    | Göttingen         | 11. Platz 2005/06                          |
| SV Drochtersen/Assel  | Drochtersen  | Stade             | 12. Platz 2005/06                          |
| BSV Ölper 2000        | Braunschweig |                   | 13. Platz 2005/06                          |
| Blau-Weiß Bornreihe   | Vollersode   | Osterholz         | Aufsteiger aus der Landesliga Lüneburg     |
| TuS Güldenstern Stade | Stade        | Stade             | Aufsteiger aus der Landesliga Lüneburg     |
| VfB Fallersleben      | Wolfsburg    |                   | Aufsteiger aus der Landesliga Braunschweig |
| Eintracht Northeim    | Northeim     | Northeim          | Aufsteiger aus der Landesliga Braunschweig |

### Saisonverlauf
Der TuS Heeslingen sicherte sich den Staffelsieg und damit den Aufstieg in die Oberliga Nord. Die Mannschaften auf den drei letzten Plätzen mussten absteigen. Da der SV Südharz Walkenried nach Saisonende seine Mannschaft zurückzog, blieb der TuS Celle FC in der Niedersachsenliga.

### Tabelle
| Pl.               | Verein                    | Sp. | S  | U | N  | Tore    | Diff. | Punkte |
| ----------------- | ------------------------- | --- | -- | - | -- | ------- | ----- | ------ |
| 1.                | TuS Heeslingen            | 30  | 22 | 6 | 2  | 085:300 | +55   | 72     |
| 2.                | Lüneburger SK             | 30  | 21 | 4 | 5  | 072:310 | +41   | 67     |
| 3.                | SV Südharz Walkenried     | 30  | 19 | 5 | 6  | 072:370 | +35   | 62     |
| 4.                | FT Braunschweig           | 30  | 14 | 7 | 9  | 049:470 | +2    | 49     |
| 5.                | Blau-Weiß Bornreihe (N)   | 30  | 15 | 3 | 12 | 057:560 | +1    | 48     |
| 6.                | MTV Gifhorn               | 30  | 12 | 6 | 12 | 052:470 | +5    | 42     |
| 7.                | MTV Wolfenbüttel          | 30  | 12 | 5 | 13 | 047:490 | −2    | 41     |
| 8.                | VfB Fallersleben (N)      | 30  | 12 | 3 | 15 | 047:500 | −3    | 39     |
| 9.                | SV Drochtersen/Assel      | 30  | 11 | 6 | 13 | 047:560 | −9    | 39     |
| 10.               | BSV Ölper 2000            | 30  | 11 | 5 | 14 | 045:580 | −13   | 38     |
| 11.               | Eintracht Northeim (N)    | 30  | 10 | 7 | 13 | 052:460 | +6    | 37     |
| 12.               | TuS Güldenstern Stade (N) | 30  | 9  | 7 | 14 | 043:610 | −18   | 34     |
| 13.               | VfL Maschen               | 30  | 9  | 6 | 15 | 047:560 | −9    | 33     |
| 14.               | TuS Celle FC              | 30  | 8  | 8 | 14 | 039:650 | −26   | 32     |
| 15.               | Goslarer SC 08            | 30  | 7  | 5 | 18 | 040:760 | −36   | 26     |
| 16.               | Sparta Göttingen          | 30  | 5  | 3 | 22 | 042:710 | −29   | 18     |
| Stand: Saisonende |                           |     |    |   |    |         |       |        |

| (A) | Absteiger aus der Oberliga Nord 2005/06             |
| (N) | Aufsteiger aus der Landesliga Niedersachsen 2005/06 |

## Staffel West
Die Staffel West umfasste die Mannschaften aus den Bezirken Hannover und Weser-Ems.

### Vereine
Im Vergleich zur Saison 2005/06 war keine Mannschaft aus der Oberliga Nord abgestiegen, während der SV Ramlingen/Ehlershausen aufgestiegen war. Die drei Absteiger hatten die Liga verlassen und wurden durch die vier Aufsteiger SV Wilhelmshaven II, TuS Esens, SV Bavenstedt und Sportfreunde Ricklingen ersetzt.
| Verein                  | Stadt            | Landkreis       | Qualifikation                           |
| ----------------------- | ---------------- | --------------- | --------------------------------------- |
| VfB Oldenburg           | Oldenburg (Oldb) |                 | 2. Platz 2005/06                        |
| TSV Havelse             | Garbsen          | Region Hannover | 3. Platz 2005/06                        |
| TuS Lingen              | Lingen (Ems)     | Emsland         | 4. Platz 2005/06                        |
| VfV 06 Hildesheim       | Hildesheim       | Hildesheim      | 5. Platz 2005/06                        |
| TuS Pewsum              | Krummhörn        | Aurich          | 6. Platz 2005/06                        |
| SC Langenhagen          | Langenhagen      | Region Hannover | 7. Platz 2005/06                        |
| VfL Oldenburg           | Oldenburg (Oldb) |                 | 8. Platz 2005/06                        |
| TSV Fortuna Sachsenross | Hannover         | Region Hannover | 9. Platz 2005/06                        |
| BSV Rehden              | Rehden           | Diepholz        | 10. Platz 2005/06                       |
| SV Bockenem             | Bockenem         | Hildesheim      | 11. Platz 2005/06                       |
| VfL Bückeburg           | Bückeburg        | Schaumburg      | 12. Platz 2005/06                       |
| SC Spelle-Venhaus       | Spelle           | Emsland         | 13. Platz 2005/06                       |
| SV Wilhelmshaven II     | Wilhelmshaven    |                 | Aufsteiger aus der Landesliga Weser-Ems |
| TuS Esens               | Esens            | Wittmund        | Aufsteiger aus der Landesliga Weser-Ems |
| SV Bavenstedt           | Hildesheim       | Hildesheim      | Aufsteiger aus der Landesliga Hannover  |
| Sportfreunde Ricklingen | Hannover         | Region Hannover | Aufsteiger aus der Landesliga Hannover  |

### Saisonverlauf
Den Staffelsieg und damit den Aufstieg in die Oberliga Nord sicherte sich der VfB Oldenburg. Die Mannschaften auf den drei letzten Plätzen mussten absteigen.

### Tabelle
| Pl.               | Verein                      | Sp. | S  | U  | N  | Tore    | Diff. | Punkte |
| ----------------- | --------------------------- | --- | -- | -- | -- | ------- | ----- | ------ |
| 1.                | VfB Oldenburg               | 30  | 19 | 8  | 3  | 076:280 | +48   | 65     |
| 2.                | SC Langenhagen              | 30  | 18 | 7  | 5  | 068:360 | +32   | 61     |
| 3.                | VfL Oldenburg               | 30  | 17 | 6  | 7  | 066:300 | +36   | 57     |
| 4.                | TSV Havelse                 | 30  | 15 | 7  | 8  | 066:380 | +28   | 52     |
| 5.                | VfL Bückeburg               | 30  | 14 | 7  | 9  | 069:520 | +17   | 49     |
| 6.                | VfV 06 Hildesheim           | 30  | 13 | 7  | 10 | 044:440 | ±0    | 46     |
| 7.                | SV Bavenstedt (N)           | 30  | 12 | 9  | 9  | 061:540 | +7    | 45     |
| 8.                | SV Wilhelmshaven II (N)     | 30  | 13 | 5  | 12 | 048:470 | +1    | 44     |
| 9.                | TuS Pewsum                  | 30  | 13 | 4  | 13 | 053:480 | +5    | 43     |
| 10.               | TuS Lingen                  | 30  | 11 | 9  | 10 | 036:430 | −7    | 42     |
| 11.               | BSV Rehden                  | 30  | 10 | 5  | 15 | 050:610 | −11   | 35     |
| 12.               | SC Spelle-Venhaus           | 30  | 7  | 10 | 13 | 034:590 | −25   | 31     |
| 13.               | TuS Esens (N)               | 30  | 8  | 5  | 17 | 032:640 | −32   | 29     |
| 14.               | Sportfreunde Ricklingen (N) | 30  | 7  | 5  | 18 | 034:600 | −26   | 26     |
| 15.               | SV Bockenem                 | 30  | 4  | 10 | 16 | 029:560 | −27   | 22     |
| 16.               | TSV Fortuna Sachsenross     | 30  | 4  | 6  | 20 | 039:850 | −46   | 18     |
| Stand: Saisonende |                             |     |    |    |    |         |       |        |

| (A) | Absteiger aus der Oberliga Nord 2005/06             |
| (N) | Aufsteiger aus der Landesliga Niedersachsen 2005/06 |

## Endspiel um die Meisterschaft
Im Endspiel um die Niedersachsen-Meisterschaft setzte sich der TuS Heeslingen gegen den VfB Oldenburg durch.

## Aufstiegsspiel zur Niedersachsenliga West
Die Vizemeister der Bezirksoberligen Weser-Ems und Hannover ermittelten in einem Entscheidungsspiel den dritten Aufsteiger in die Niedersachsenliga West. Das Spiel fand am 9. Juni 2007 im neutralen Twistringen statt.
|                                                        | Ergebnis  |                                                 |
| ------------------------------------------------------ | --------- | ----------------------------------------------- |
| SV Holthausen/Biene (Vizemeister Landesliga Weser-Ems) | 0:1 (0:1) | TSV Stelingen (Vizemeister Landesliga Hannover) |